# Sicyopus fehlmanni
Sicyopus fehlmanni är en fiskart som beskrevs av Parenti och Maciolek, 1993. Sicyopus fehlmanni ingår i släktet Sicyopus och familjen smörbultsfiskar. Inga underarter finns listade i Catalogue of Life.